# The Chronicles of Riddick: Escape from Butcher Bay
The Chronicles of Riddick: Escape from Butcher Bay é um jogo de ação em primeira pessoa e furtividade desenvolvido pela Starbreeze Studios e publicado pela Vivendi Games para Xbox e Windows em 2004. O jogo é uma prequela do filme de ficção científica futurística The Chronicles of Riddick.
O jogo conta a historia de Riddick, o anti-heroi dos filmes Pitch Black e The Chronicles of Riddick, em sua tentativa de escapar de uma prisão de segurança máxima chamada Butcher Bay. Os designers de Escape from Butcher Bay focaram-se em explorar a ambientação de "fuga da prisão" para diferenciar o jogo do filme. As influências do jogo incluem o filme Escape from Alcatraz, e jogos como Half-Life e Tom Clancy's Splinter Cell.
Escape from Butcher Bay foi elogiado pelos críticos, que elogiaram seus gráficos e a implementação dos elementos de ação, stealth e aventura. Entretanto, eles geralmente lamentaram sua brevidade e a falta de componentes multijogadores. Um versão remake melhorada do jogo, incluido na sua continuação The Chronicles of Riddick: Assault on Dark Athena, foi lançado em 2009.

## Jogabilidade

Riddick no modo stealth, preprando-se para apunhalar um inimigo com uma chave de fenda.

Em Escape from Butcher Bay, o jogador toma o controle de Richard B. Riddick que tem como objetivo a fuga da prisão Butcher Bay.
 O jogo incorpora elementos de gêneros como tiro em primeira pessoa, aventura e stealth,e é jogado primariamente em uma perspectiva de primeira pessoa, ainda que a câmera mude para a perspectiva em terceira pessoa durante certas cenas. ao contrário da maioria dos jogos de tiro em primeira pessoa, o jogo não tem nenhuma HUD.